# Bahnhof Peitz

Der Bahnhof Peitz, niedersorbisch Dwórnišćo Picnjo, war eine Betriebsstelle an der ehemaligen Bahnstrecke Cottbus–Frankfurt (Oder) in der Stadt Peitz im Landkreis Spree-Neiße in Brandenburg. Das Empfangsgebäude des Bahnhofs ist ein eingetragenes Baudenkmal in der Denkmalliste des Landes Brandenburg.

## Geschichte

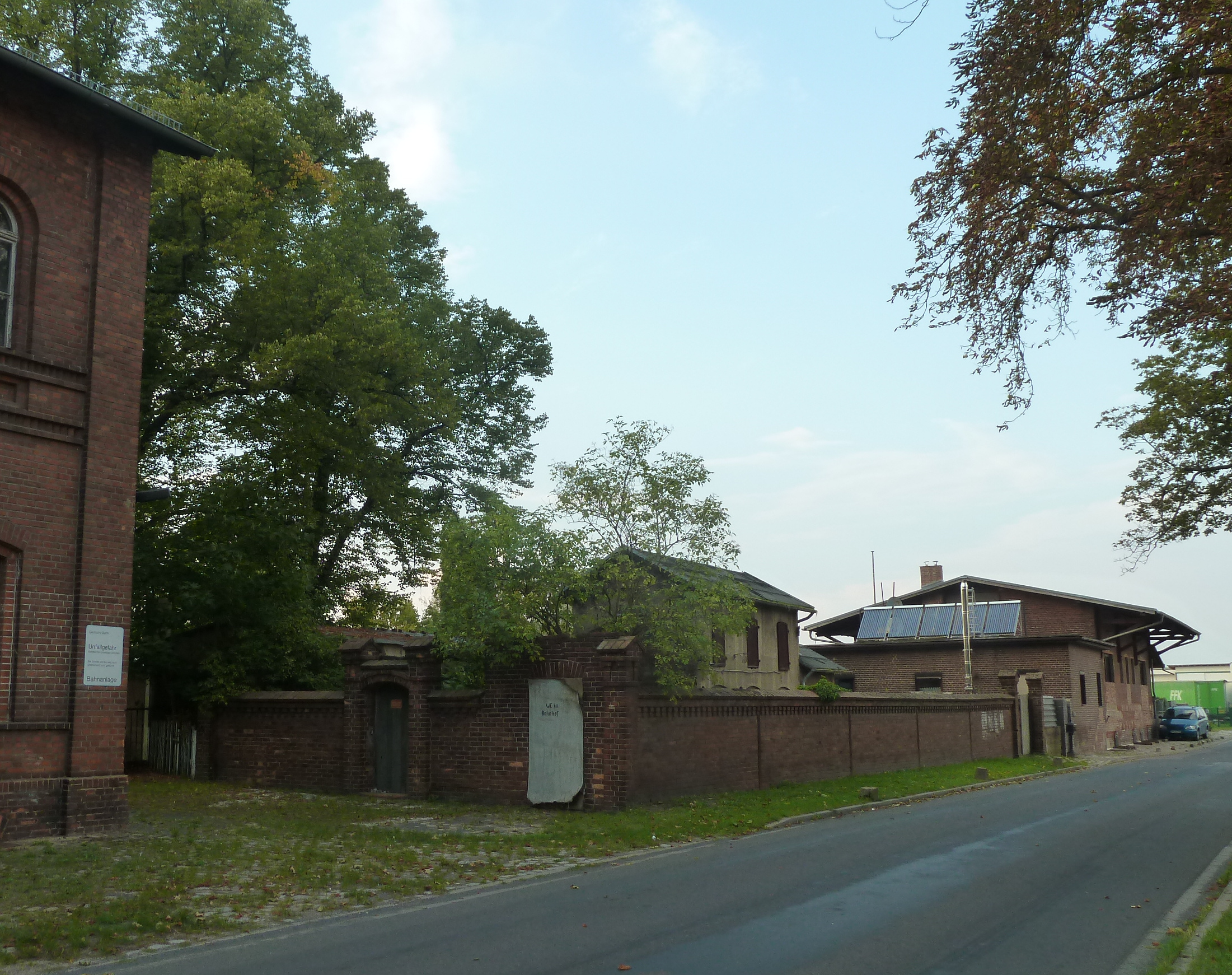
Gebäude des Güterbahnhofs (2014)

Der Bau des Bahnhofs Peitz als zweiter Bahnhof der Stadt erfolgte ab 1876 mit dem Bau der Bahnstrecke zwischen Cottbus und Frankfurt (Oder) durch die Cottbus-Großenhainer Eisenbahn-Gesellschaft. Am 3. Mai 1876 erfolgte die Grundsteinlegung für den Bau des Empfangsgebäudes, der Bahnhof wurde am 31. Dezember 1876 mit der gesamten Strecke eröffnet. Zur Unterscheidung vom vier Jahre zuvor eröffneten, etwas außerhalb des Stadtzentrums gelegenen Bahnhof Peitz Ost wurde der Bahnhof Peitz auch als Neuer Bahnhof bezeichnet. Im Gegensatz zum Bahnhof Peitz Ost hielten in der Anfangszeit auch Schnell- und Eilzüge am Bahnhof Peitz. Ab 1903 verkehrte täglich ein Zugpaar zwischen Cottbus und Peitz. Im Jahr 1915 wurden die Freiladeanlagen des Bahnhofs erweitert.
1941 wurden in Peitz 57.998 Fahrkarten verkauft, 35.743 Wagenladungen empfangen und 14.376 Wagenladungen versandt. Seit den 1950er Jahren wurden Personenzüge bevorzugt von Cottbus nach Guben und von dort über Eisenhüttenstadt nach Frankfurt (Oder) geleitet, um die für die Wirtschaft bedeutsame Stadt Eisenhüttenstadt direkt mit Cottbus verbinden zu können. Der Peitzer Stadtbahnhof wurde nur noch von wenigen Zugpaaren bedient und verlor mit der Zeit an Bedeutung. Im Jahr 1995 verkehrten unter der Woche noch vier Zugpaare täglich zwischen Grunow und Peitz. Am 1. Juni 1996 wurde die Personenbeförderung zunächst auf dem Abschnitt zwischen Peitz und Grunow und am 30. Mai 2000 auch auf dem verbliebenen Teilstück zwischen Cottbus und Peitz eingestellt. Der Güterverkehr endete am 5. November 2000. Die Ladestraßengleise am Bahnhof Peitz wurden 2004 zurückgebaut.

## Architektur

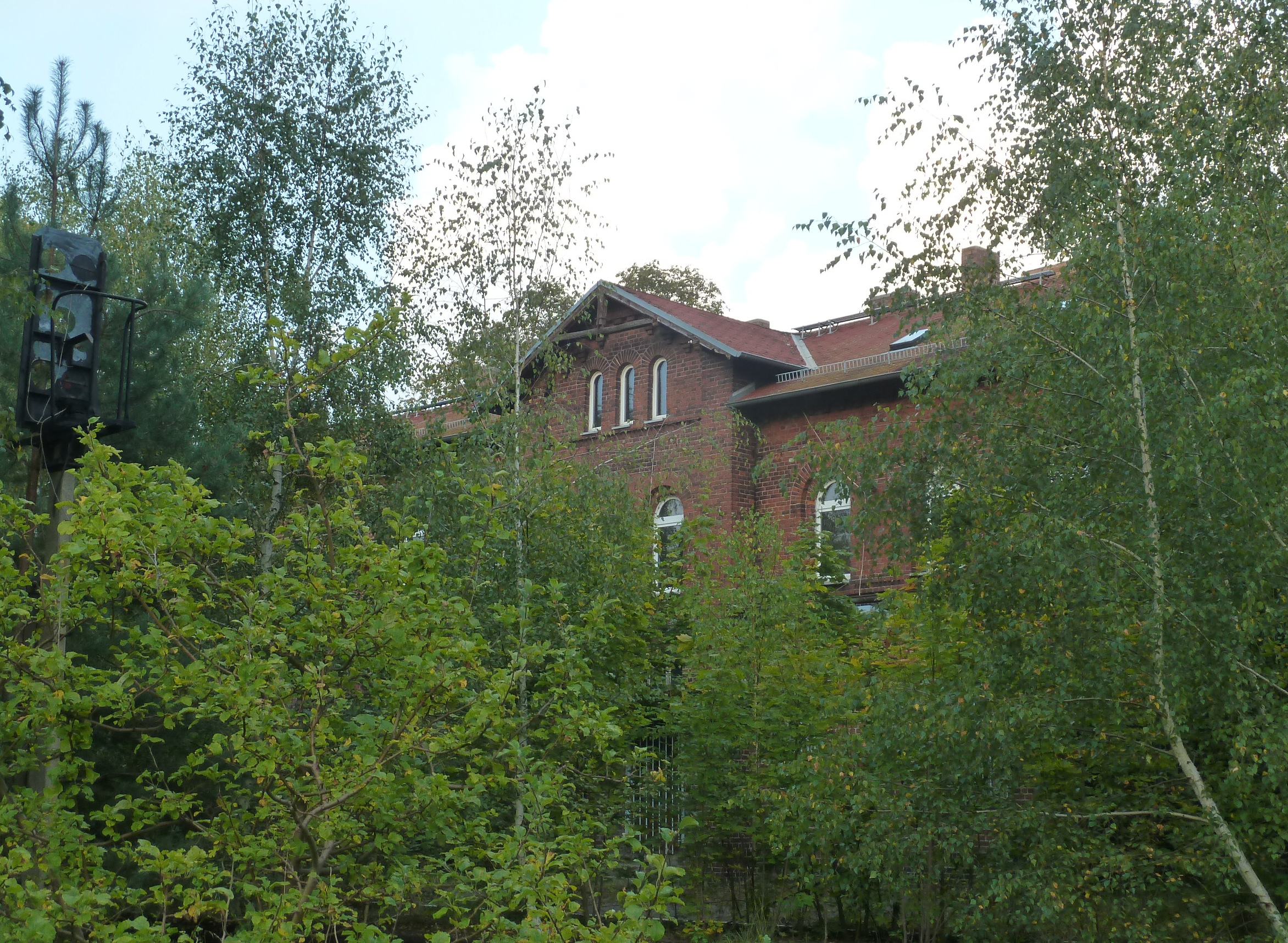
Ansicht von der Gleisseite (2014)

Das Empfangsgebäude ist ein zweigeschossiger Bau aus Ziegelmauerwerk mit Satteldach. An der Südwand befindet sich ein kleiner, eingeschossiger Anbau. An der Straßenseite hat das Gebäude vier Eingänge mit vorgelagerten Freitreppen und im Süden einen Vorbau mit Brüstung. Die Fenster und Türen im unteren Geschoss sind flachbogig und im oberen Geschoss mit Rundbögen abgeschlossen. An den Gebäudeecken befinden sich leicht hervorgehobene Wandvorlagen; die Fassadengliederung erfolgt durch Sohlbankgesimse mit darin liegendem Sägezahnfries und durch Traufgesimse mit Zinnenfries.
Im Inneren des Empfangsgebäudes befindet sich eine weitgehend bauzeitlich gestaltete Wartehalle mit zwei Fahrkartenschaltern und der Gepäckabfertigung.